# トレローニー教区
トレローニー教区（トレローニーきょうく、英語: Trelawny Parish; ジャマイカ・クレオール語: Chrilaani Parish）は、コーンウォール郡で、ジャマイカの北西に位置する教区。中心地はファルマウス。東にセント・アン教区、西にはセント・ジェームズ教区、南にはセント・エリザベス教区とマンチェスター教区が接している。主な産業は農業、製造業。

## 隣接行政区画
- セント・アン教区
- マンチェスター教区
- セント・エリザベス教区
- セント・ジェームズ教区